# União de Homens Batistas do Brasil
A União Missionária de Homens Batistas do Brasil - UMHBB, foi uma junta da Convenção Batista Brasileira fundada em janeiro de 1978 na Assembléia Anual da Convenção Batista Brasileira, realizada na cidade de Recife no estado do Pernambuco, com o nome de União Masculina Missionária Batista do Brasil - UMMBB. Na Assembléia Anual da Convenção Batista Brasileira de Goiânia no estado de Goiás, em janeiro de 1998, passou a se chamar União de Homens Batistas do Brasil. Em 2012, na 33ª Assembleia anual passou a se chamar União Missionária de Homens Batistas do Brasil - UMHBB. Foi extinta por liquidação voluntária em 2019.

## História na Denominação
Com a fundação da União Missionária de Homens Batistas do Brasil - UMHBB em 1978, todo o trabalho masculino missionário que antes estava na JUERP (Junta de Educação Religiosa e Publicações da Convenção Batista Brasileira) no Departamento Masculino de Atividades Missionárias, passa para essa junta recém fundada. Com isso foram criados os Departamentos Nacionais de Embaixadores do Rei, Grupo de Ação Missionária e Sociedades Masculinas Missionárias.
Hoje o trabalho masculino missionário esta configurado em Secretaria Executivas de Homens, que é responsáveis pelo trabalho dos Embaixadores do Rei e Sociedades Missionárias de Homens Batistas.